# Sēja
El municipi de Sēja (en letó: Sējas novads) és un dels 110 municipis de Letònia, que es troba localitzat al centre del país bàltic, i que té com a capital la localitat de Loja. El municipi va ser creat l'any 2006 després d'una reorganització territorial.

## Població i territori
La seva població està composta per un total de 2.464 persones (2009). La superfície del municipi té uns 227,9 kilòmetres quadrats, i la densitat poblacional és de 10,81 habitants per kilòmetre quadrat.